# Henrik III. Bavarski
Henrik, koroški vojvoda (kot I.), bavarski vojvoda (kot III.), * 940, † 5. oktober 989.
Henrik iz rodu Liutpoldincev je bil sin bavarskega vojvode Bertolda in njegove žene Viltrude. Ob očetovi smrti (947) je mladoletni Henrik podedoval očetove družinske posesti na Bavarskem in Koroškem, ne pa tudi vojvodine Bavarske, ki jo je vzhodnofrankovski kralj Oton I. Veliki podelil v fevd svojemu mlajšemu bratu Henriku; ta se je že pred tem poročil s hčerko nekdanjega bavarskega vojvode Arnulfa I., Judito, Henrikovo sestrično. Henrikova mati-vdova Viltruda je kasneje, verjetno zaradi sodelovanja pri uporu proti Otonu I. (953-955), izgubila svoje vdovsko imetje v Nordgauu.
Ko je Henrik II. Bavarski, imenovan Prepirljivec, zaradi upora proti cesarju Otonu II. prišel v pripor v Ingelheimu, je Henrik stopil na Otonovo stran, vzbudil cesarjevo zaupanje in od njega leta 976 dobil v fevd Koroško, ki jo je cesar izločil iz bavarske vojvodine in jo kot samostojno vojvodino podelil Henriku v fevd, skupaj z mejnimi grofijami Verono, Furlanijo in Istro. Tedaj je tudi njegovi materi vrnil družinsko imetje.
Vendar Henrik ni pokazal hvaležnosti do cesarjeve naklonjenosti. Naslednje leto se ni pridružil, kot je obljubil, Otonovemu vojaškemu pohodu na Češko, temveč uporu proti cesarju, ki sta ga  zasnovala Henrik Prepirljivec (ki je ušel iz pripora) in njegov sorodnik, augsburški škof Henrik. Ko je bil cesar s svojo vojsko na Češkem, je Henrik zavzel Passau in se tam priključil Henriku Prepirljivcu in njegovim češkim četam. Vendar so bili trije Henriki premagani in knežje sodišče v Magdeburgu je koroškega Henrika obsodilo na izgon in izgubo vojvodine Koroške (978), ki jo je skupaj z mejnimi grofijami, dobil wormski grof Oton, ki je tako postal Oton I. Koroški.
Ugled, ki so ga imeli Liutpoldinci na Bavarskem (Henrikov ded Liutpold Bavarski je leta 907 padel med junaško obrambo dežele pred Ogri), je prišel ponovno do izraza po porazu Otona II. v Italiji (julija 982). Cesar je tedaj iskal oporo v starih nemških rodbinah. Poklical je Henrika iz izgnanstva in mu na državnem zboru v Veroni (junija 983) podelil v fevd vojvodino Bavarsko (njen prejšnji vojvoda je umrl v Italiji).
Toda še istega leta je Oton II. v Italiji umrl. Henrik Prepirljivec je prišel iz izgnanstva. Začel se je potegovati za nasledstvo na vzhodnofrankovskemu prestolu in se s Henrikom boriti za oblast na Bavarskem. Sredi poletja 984 so se nevarna razhajanja med nemškimi knezi vendarle razrešila v prid triletnega Otona III. Henrik Prepirljivec se je moral 29. junija na državnem zboru v Rari odpovedati zahtevam do prestola, v zameno pa je dobil nazaj Vojvodino Bavarsko, ki so jo Henriku odvzeli. Vendar je regentka-kraljica mati Teofana želel ohraniti tudi naklonjenost Liutpoldincev; Otona I. Koroškega je pregovorila, da se je odpovedal vojvodini Koroški, ki jo je skupaj z mejnimi grofijami spet dobil Henrik.
Henrik v  zakonu s Hildegardo ni imel naslednika, ki bi lahko podedoval njegove fevde. Po njegovi smrti (989) je vojvodina Koroška z mejnimi markami pripadla Henriku Prepirljivcu.